# Élection législative de 1988 à Wallis-et-Futuna
Les élections législatives françaises de 1988 se déroulent les 5 et 12 juin 1988. Dans le territoire de Wallis-et-Futuna, un député est à élire dans le cadre d'une circonscription.
Le député sortant Benjamin Brial (RPR) est réélu au second tour face à son rival Kamilo Gata (DVD), mais ce dernier conteste le scrutin auprès du Conseil Constitutionnel et l'élection est annulée en raison de fraude électorale.

## Élus
| Circonscription        | Député sortant | Parti | Parti | Député élu ou réélu | Parti | Parti |
| ---------------------- | -------------- | ----- | ----- | ------------------- | ----- | ----- |
| Circonscription unique | Benjamin Brial |       | RPR   | Benjamin Brial      |       | RPR   |

## Contexte politique

### Positionnement des partis
Dans les années 1980, la vie politique à Wallis-et-Futuna est structurée autour « autour du duel fratricide entre un RPR dominant et vieillissant et une UDF comportant tous les opposants au député Benjamin Brial ».

### Candidats
Benjamin Brial est député de Wallis-et-Futuna depuis 1967 (21 ans). Âgé et malade, c'est une figure politique majeure du Rassemblement pour la République qui domine localement, mais il concentre une nombreuse opposition à son encontre.
Kamilo Gata est un « ancien conseiller technique du RPR déçu par l'immobilisme de son parti d'origine », qui décide de se présenter contre Benjamin Brial. Kamilo Gata participe avec l'étiquette divers droite.
Basile (Pasilio) Tui est candidat de l'Union pour la démocratie française, parti de l'opposition traditionnelle.
Enfin, Joseph Maisueche, commerçant, participe à l'élection pour le Parti socialiste. Il a déjà participé à celle de 1986 aux couleurs du PS.

## Résultats

### Analyse
En raison des particularismes locaux, notamment la prévalence de la religion catholique et de la coutume, mais également de l'éloignement de Wallis-et-Futuna de la métropole (« Walilsiens et Futuniens suivent de très loin la politique nationale »), l'appellation « socialiste » est vue comme synonyme de « laïcité » et donc « susceptible d'attenter aux valeurs spirituelles et coutumières locales ». Les responsables coutumiers et religieux sont plutôt conservateurs, et influent sur les mauvais résultats du candidat socialiste Joseph Maisueche. D'autre part, ce dernier est un métropolitain (papalagi) et « ne possède pas le réseau familial indispensable dans un système électoral insulaire basé sur le clientélisme ».
L'opposition à Benjamin Brial se scinde en deux, entre la candidature traditionnelle de l'UDF et celle de Kamilo Gata. Cette situation permet à Brial d'être réélu.

### Résultats à l'échelle de la collectivité
| Parti          | Parti                               | Premier tour | Premier tour | Second tour | Second tour | Sièges |
| Parti          | Parti                               | Voix         | %            | Voix        | %           | Sièges |
| -------------- | ----------------------------------- | ------------ | ------------ | ----------- | ----------- | ------ |
|                | Rassemblement pour la République    | 2 736        | 37,86        | 3 367       | 52,18       | 1      |
|                | Divers droite                       | 2 235        | 37,86        | 3 086       | 47,82       | 0      |
|                | Union pour la démocratie française  | 1 024        | 16,41        |             |             | 0      |
|                | Union du Rassemblement et du Centre | 5 195        | 96,06        | 6 453       | 100,00      | 1      |
|                |                                     |              |              |             |             |        |
|                | Parti socialiste                    | 246          | 3,94         |             |             | 0      |
|                | La France unie                      | 246          | 3,94         |             |             | 0      |
|                |                                     |              |              |             |             |        |
| Inscrits       | Inscrits                            | 8 316        | 100,00       | 8 309       | 100,00      | 1      |
| Abstentions    | Abstentions                         | 2 060        | 24,77        | 1 834       | 22,07       |        |
| Votants        | Votants                             | 6 256        | 75,23        | 6 475       | 77,93       |        |
| Blancs et nuls | Blancs et nuls                      | 15           | 0,24         | 22          | 0,34        |        |
| Exprimés       | Exprimés                            | 6 241        | 99,76        | 6 453       | 99,66       |        |

### Résultats par circonscription
| Candidat       | Candidat                     | Parti          | Premier tour | Premier tour | Second tour | Second tour |  |
| Candidat       | Candidat                     | Parti          | Voix         | %            | Voix        | %           |  |
| -------------- | ---------------------------- | -------------- | ------------ | ------------ | ----------- | ----------- |  |
|                | Benjamin Brial sortant réélu | RPR (URC)      | 2 736        | 43,84        | 3 367       | 52,18       |  |
|                | Kamilo Gata                  | Divers droite  | 2 235        | 35,81        | 3 086       | 47,82       |  |
|                | Pasilio Tui                  | UDF (AD)       | 1 024        | 16,41        |             |             |  |
|                | Joseph Maisueche             | PS             | 246          | 3,94         |             |             |  |
|                |                              |                |              |              |             |             |  |
| Inscrits       | Inscrits                     | Inscrits       | 8 316        | 100,00       | 8 309       | 100,00      |  |
| Abstentions    | Abstentions                  | Abstentions    | 2 060        | 24,77        | 1 834       | 22,07       |  |
| Votants        | Votants                      | Votants        | 6 256        | 75,23        | 6 475       | 77,93       |  |
| Blancs et nuls | Blancs et nuls               | Blancs et nuls | 15           | 0,24         | 22          | 0,34        |  |
| Exprimés       | Exprimés                     | Exprimés       | 6 241        | 99,76        | 6 453       | 99,66       |  |

## Annulation de l'élection et recompositions politiques
Après les résultats serrés entre Benjamin Brial et Kamilo Gata, le RPR décide de se rapprocher de l'aile droite de l'UDF. Brial fait ainsi élire Basile Tui à la présidence de l'Assemblée territoriale le 11 décembre 1988 pour en faire son allié.
L'élection est contestée par Kamilo Gata le 23 juin 1988. En effet, une partie importante des électeurs sont des Wallisiens et Futuniens résidant en Nouvelle-Calédonie ayant quitté leurs îles d'origine, et plusieurs centaines de procurations ont été établies dans des conditions douteuses. « Considérant qu'eu égard à l'écart de 281 voix qui sépare les deux candidats restés en présence au second tour, les irrégularités susmentionnées, par leur diversité et leur importance, ont été de nature à influer sur l'issue du scrutin », le Conseil constitutionnel annule l'élection le 23 novembre 1988. Une nouvelle élection législative partielle se tient le 15 janvier de l'année suivante, remportée par Kamilo Gata.